# 邵文杰
邵文杰（1915年—2004年8月25日），男，河南新安人，中华人民共和国政治人物，曾任河南省人大常委会副主任，第六届全国人大代表。